# アキーム・オラジュワン
アキーム・アブドゥル・オラジュワン（Hakeem Abdul Olajuwon, [əˈlaɪʒuɒn]; 言語発音: [olaɟuwɔ̃],1963年1月21日 - ）は、ナイジェリア・ラゴス出身の元バスケットボール選手。NBAのヒューストン・ロケッツを中心に活躍した。その身長に似つかわしくない、俊敏な動きと多彩なフットワーク、繊細な技術をもち、広いシュートエリアを誇っていたと同時に史上最も優れたディフェンダーの1人であるオラジュワンは、歴代最高のセンターの1人と評されており、延いては歴代最高のバスケットボール選手の1人であると考えられている。
彼の相手選手を幻惑するかのように多彩で変幻自在に展開するステップ、スピン、シュートフェイクは「ドリーム・シェイク」(Dream Shake)と呼ばれ、史上最高のシグネチャームーブの一つと称される。
1993年にアメリカ合衆国の国籍を取得、1996年アトランタオリンピックでは米国代表として金メダルを獲得。同じ年に「NBA50年の歴史の偉大な50人の選手」の一人に選ばれている。2008年には殿堂入りを果たした。

## 少年期と大学時代
ナイジェリアのラゴスでセメント業を営む父親の元、6人兄弟の3番目に生まれる。15歳までサッカーのゴールキーパーやハンドボールをしていた。この頃に、華麗なステップワークやブロックショットの基礎ができたと本人は語っている。
15歳のとき、オラジュワンはハンドボールの選手としてナイジェリアの全国大会に出場していた。この頃既に身長が2メートル以上あった彼を、同級生がバスケットボールの試合に誘った。これがバスケットボールとの出会いであり、彼の運命を変えることとなった。後にバスケットボールのナイジェリア代表の選手に選ばれた。

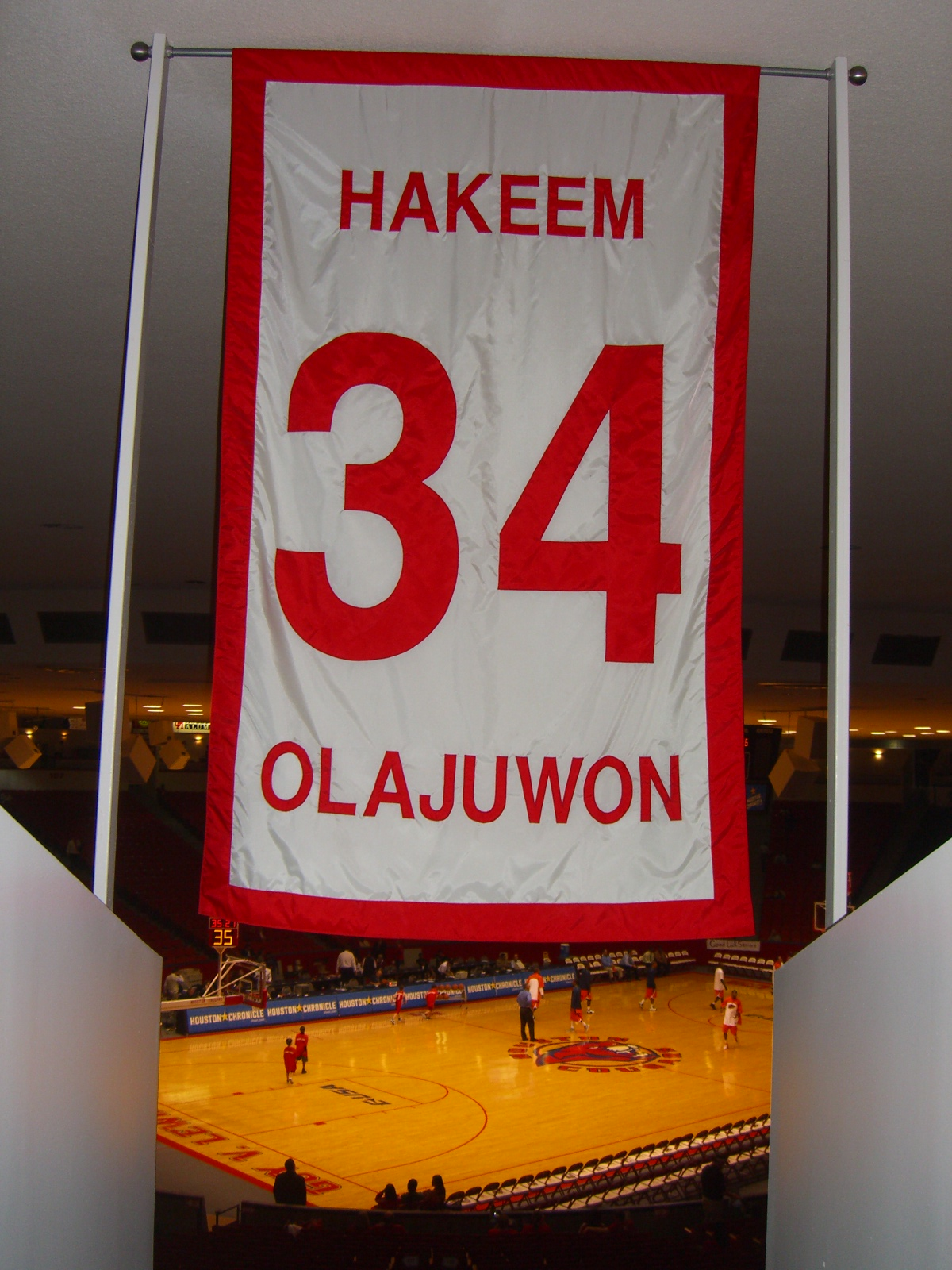
ヒューストン大学時代に着用していた背番号「34」は、永久欠番になっている。

1980年、後にプロテニス選手となる友人のエンドゥカ・オディゾールの推薦でアメリカに移住し、名門ヒューストン大学クーガーズに入学。ところがオラジュワンはレッドシャツ（選手登録されず練習のみの参加が許される新入生のこと、2年生から選手登録されるため在学期間は5年間となる）であり、彼が頭角を現したのは2年生からであった。チームメートにはクライド・ドレクスラーも入っており、華々しいダンクで有名なファイ・スラマ・ジャマ(Phi Slamma Jamma)として人気を集める。2年生から4年生にかけてNCAAトーナメントで「ファイナル4（4強）」入りを果たした。4年生次にはパトリック・ユーイングを擁するジョージタウン大学に決勝で敗れている。この頃から、2人は終生のライバルとなる。
大学時代のオラジュワンは、1983年のNCAAファイナルフォー最優秀選手を始め、1984年には試合あたりのフィールドゴール成功率、リバウンド、ブロックショットでトーナメント1位を記録した。

## プロ時代

### キャリア初期
大学での4年間を終了後、1984年のNBAドラフトにアーリーエントリーを宣言。全体1位で念願のヒューストン・ロケッツから指名を受けた。ドラフト同期にはマイケル・ジョーダンやチャールズ・バークレーなど錚々たる選手がいた。
当時ロケッツには身長223cmのラルフ・サンプソンがおり、オラジュワンと合わせて「ツインタワー」と呼ばれるようになった。
オラジュワンのルーキーシーズン、ロケッツは前シーズンの29勝53敗から持ち直し、48勝34敗とミッドウェスト・ディビジョン2位まで成績を上げた。翌1985-86シーズンには勝ち数を51まで延ばし、当時ウェスタン・カンファレンスの強豪だったロサンゼルス・レイカーズとプレイオフのカンファレンスファイナルで対戦、4勝1敗で退けた。臨んだNBAファイナルでは当時史上最強と呼ばれたボストン・セルティックスと戦い、2勝4敗で敗れている。
オラジュワンはリーグ入りしてわずか2年でNBAファイナル出場を経験するものの、翌シーズンはサンプソンの怪我により「ツインタワー」は有効に機能せず、続く1987-88シーズン中にサンプソンはトレードに出される。以降ロケッツは勝ち数が50に届くこともままならず、優勝に絡むこともなく1980年代が過ぎていった。
オラジュワン自身はリーグを代表する好選手の一人と言った位置づけで、1987年以降3年連続でオールNBAファーストチーム入りしている。この時期を前後してリバウンドやブロックでリーグ首位になっており、ディフェンス面でも評価を得ていた。
それにもかかわらずチームはプレイオフで芳しい成果を上げられず、90年代に入る頃にはファンやマスコミの批判が聞かれるようになり、オラジュワン自身の個人成績にも若干の低下が見られた。他チームへのトレードが成立直前の段階にまで至ったこともあった。この時期にオラジュワンは怪我や不整脈で試合を欠場したこともあった。

### 最盛期
自身をトレードしようとしていた球団に不信感を募らせていたオラジュワンであったが、92年、日本での開幕戦のために移動中だった飛行機機内で球団と和解、吹っ切れたオラジュワンはリーグでもトップクラスの選手になっていた。1993年には26.1得点13リバウンドでオールNBAファーストチーム入りし、ブロックはリーグ最高の平均4.17本を上げた。このシーズンは年間最優秀守備選手にも選ばれた。翌1993-94シーズンはレギュラーシーズンのMVPとNBA最優秀守備選手賞を同時に受賞。オラジュワンはキャリアの全盛期に入り始める。
この時期のオラジュワンは、持ち前のセンスと運動能力を活かしたドリームシェイクという動きを見せるようになる。これは俊敏な動きと多彩なステップワークでディフェンダーを翻弄するもので、センターを務める選手としては規格外と言える多彩なムーブであった（後述）。
このシーズンのプレイオフ、ヒューストン・ロケッツはウェスタン・カンファレンスのセミファイナルでフェニックス・サンズを4勝3敗で退け、カンファレンスファイナルではユタ・ジャズを4勝1敗で下し、ついにNBAファイナル進出を決めた。イースタン・カンファレンスを勝ち上がってきたのは、パトリック・ユーイングのいるニューヨーク・ニックスだった。ニックスはパット・ライリー監督の指導のもと、ディフェンスの強い強豪に成長していた。オラジュワンにとって、ユーイングとは大学の決勝で敗れて以来の因縁の対決となった。ライリーはオラジュワンを封じようと、彼に対してユーイング、チャールズ・オークレー、チャールズ・スミス、アンソニー・メイソンという面々を次々にぶつけるが、最後はロケッツが第7戦までもつれたシリーズを制し、オラジュワンはファイナルMVPに選ばれた。
翌1994-95シーズン、トレード期限間際の2月に、オラジュワンの大学時代のチームメートクライド・ドレクスラーがヒューストンに電撃的に移籍。一方でロケッツの成績は47勝35敗で、優勝した前シーズンよりも勝ち星を10以上減らしていた。第6シードでプレイオフに臨んだロケッツは、1回戦でユタ・ジャズと対戦し、3勝2敗で番狂わせを演じる。続くセミファイナルではフェニックス・サンズを7試合の末に際どい勝利をおさめ、カンファレンス・ファイナルではサンアントニオ・スパーズと対戦。優秀なセンターデビッド・ロビンソンを退け、4勝2敗でスパーズを下す。シーズン成績が自分たちより上だった3チームを倒し、ロケッツは2年連続でNBAファイナルに進む。相手は新世代のスター選手、シャキール・オニールとアンファニー・ハーダウェイを擁するオーランド・マジックだった。戦前、「シャック・アタックvsドリーム・シェイク」と話題になったシリーズだったが、マジック優位との声が高かった。シリーズはオラジュワンがシャックにベテランの上手さを見せて、攻めてはドリーム・シェイクで翻弄、ロケッツはマジックを4勝0敗で一蹴して2連覇を達成、オラジュワンは2年連続でファイナルMVPに選ばれた。

### キャリア末期
続く2シーズン、オラジュワンの個人成績は相変わらず素晴らしい水準だったが、1996年のプレイオフではカンファレンス・セミファイナルでシアトル・スーパーソニックスに0勝4敗で敗れ、1997年にはカンファレンス・ファイナルでユタ・ジャズに2勝4敗で敗退する。
翌1997-98シーズン、オラジュワンは怪我によりシーズンの大半を欠場し、平均得点16.4でデビュー以来初めて20点を割ってしまった。その後も怪我に悩まされ、再び不整脈に襲われたこともあった。オラジュワンの個人成績は徐々に低下していき、ついにロケッツを退団。2001-02シーズンにトロント・ラプターズにトレードされ、大学時代から20年以上を過ごしたヒューストンを後にした。このシーズンが終わると、オラジュワンは引退した。

## プレースタイルと評価

### ドリームシェイク
今までの「ビッグマン」の中で最高のフットワークの持ち主だ。—ピート・ニューウェル 
オラジュワンは、ビッグマンの中でも攻撃的なプレーヤーとして知られ卓越したフットワークから生み出されるフェイクとスピンムーブはのちにトレードマークの「ドリームシェイク」と言われ他のチームからは驚異となった。「ビッグマン」の中で史上最高のフットワークの持ち主とされている。

## その他
- かつてはアキーム・アブドゥル・オラジュワン(Akeem Abdul Olajuwon)という名前だったが、NBA入りする頃から公の場では「アブドゥル」を使わなくなっている。また1991年よりファーストネームの「アキーム」を Hakeem と綴るようになった。

- 1990年代初めに低迷期があり、バッシングを受けて精神的に落ち込んでいた時期があった。この頃にオラジュワンはイスラム教の教えを見つめ直すようになり、敬虔なイスラム教徒となっている。ラマダーン月間の断食の時期には、試合のある日でも日中は飲食物をいっさい口にしなかった。

- 1992-93シーズン開幕時には、シアトル・スーパーソニックスとの開幕戦を行うため、日本を訪れた。

- 引退後の2002年、オラジュワンの背番号34はヒューストン・ロケッツで永久欠番となった。

- 1984年10月27日のNBAデビュー戦では24得点、9リバウンド、6アシスト、2スティール、1ブロックを記録。2001年4月17日、ロケッツでの最後の試合でも24得点、9リバウンド、6アシスト、2スティール、1ブロックを記録した。

- ヒューストン大学へは当初、選手としてではなく単なるコーチングスタッフとして同郷の在校生であったオディゾールの推薦で入学した。当初はあまり期待されていなかった様で、初渡米の際、空港に降りたが誰も迎えが来ておらず、大学に連絡すると「タクシーで来い」と言われたとの事。

- 引退後は現役選手を対象としたスキルトレーナーとしても活動している[9][10]。きっかけはコービー・ブライアントにポストでの支配力、そしてゲーム全体の支配力を高めたいとコーチを依頼されたためで、その後もドワイト・ハワード、レブロン・ジェームズ、アマーレ・スタウダマイアー、カーメロ・アンソニー、ジャベール・マギーといった選手たちを指導している[11][12][13]。

## 個人成績
|  | NBA記録 |

### レギュラーシーズン
| シーズン | チーム | GP   | GS   | MPG  | FG%  | 3P%  | FT%  | RPG   | APG | SPG | BPG  | TO  | PPG  |
| -------- | ------ | ---- | ---- | ---- | ---- | ---- | ---- | ----- | --- | --- | ---- | --- | ---- |
| 1984–85  | HOU    | 82*  | 82*  | 35.5 | .538 | ---  | .613 | 11.9  | 1.4 | 1.2 | 2.7  | 2.9 | 20.6 |
| 1985–86  | HOU    | 68   | 68   | 36.3 | .526 | ---  | .645 | 11.5  | 2.0 | 2.0 | 3.4  | 2.9 | 23.5 |
| 1986–87  | HOU    | 75   | 75   | 36.8 | .508 | .200 | .702 | 11.4  | 2.9 | 1.9 | 3.4  | 3.0 | 23.4 |
| 1987–88  | HOU    | 79   | 79   | 35.8 | .514 | .000 | .695 | 12.1  | 2.1 | 2.1 | 2.7  | 3.1 | 22.8 |
| 1988–89  | HOU    | 82*  | 82*  | 36.9 | .508 | .000 | .696 | 13.5* | 1.8 | 2.6 | 3.4  | 3.4 | 24.8 |
| 1989–90  | HOU    | 82*  | 82*  | 38.1 | .501 | .167 | .713 | 14.0* | 2.9 | 2.1 | 4.6* | 3.9 | 24.3 |
| 1990–91  | HOU    | 56   | 50   | 36.8 | .508 | .000 | .769 | 13.8  | 2.3 | 2.2 | 3.9* | 3.1 | 21.2 |
| 1991–92  | HOU    | 70   | 69   | 37.7 | .502 | .000 | .766 | 12.1  | 2.2 | 1.8 | 4.3  | 2.7 | 21.6 |
| 1992–93  | HOU    | 82   | 82   | 39.5 | .529 | .000 | .779 | 13.0  | 3.5 | 1.8 | 4.2* | 3.2 | 26.1 |
| 1993–94† | HOU    | 80   | 80   | 41.0 | .528 | .421 | .716 | 11.9  | 3.6 | 1.6 | 3.7  | 3.4 | 27.3 |
| 1994–95† | HOU    | 72   | 72   | 39.6 | .517 | .188 | .756 | 10.8  | 3.5 | 1.8 | 3.4  | 3.3 | 27.8 |
| 1995–96  | HOU    | 72   | 72   | 38.8 | .514 | .214 | .724 | 10.9  | 3.6 | 1.6 | 2.9  | 3.4 | 26.9 |
| 1996–97  | HOU    | 78   | 78   | 36.6 | .510 | .313 | .787 | 9.2   | 3.0 | 1.5 | 2.2  | 3.6 | 23.2 |
| 1997–98  | HOU    | 47   | 45   | 34.7 | .483 | .000 | .755 | 9.8   | 3.0 | 1.8 | 2.0  | 2.7 | 16.4 |
| 1998–99  | HOU    | 50*  | 50*  | 35.7 | .514 | .308 | .717 | 9.6   | 1.8 | 1.6 | 2.5  | 2.8 | 18.9 |
| 1999-00  | HOU    | 44   | 28   | 23.8 | .458 | .000 | .616 | 6.2   | 1.4 | .9  | 1.6  | 1.7 | 10.3 |
| 2000–01  | HOU    | 58   | 55   | 26.6 | .498 | .000 | .621 | 7.4   | 1.2 | 1.2 | 1.5  | 1.4 | 11.9 |
| 2001–02  | TOR    | 61   | 37   | 22.6 | .464 | .000 | .560 | 6.0   | 1.1 | 1.2 | 1.5  | 1.6 | 7.1  |
| 通算     | 通算   | 1238 | 1186 | 35.7 | .512 | .202 | .712 | 11.1  | 2.5 | 1.7 | 3.1  | 3.0 | 21.0 |

- 1998-99シーズンは50試合で打ち切り

### プレーオフ
| シーズン | チーム | GP  | GS  | MPG  | FG%  | 3P%  | FT%  | RPG  | APG | SPG | BPG | TO  | PPG  |
| -------- | ------ | --- | --- | ---- | ---- | ---- | ---- | ---- | --- | --- | --- | --- | ---- |
| 1985     | HOU    | 5   | 5   | 37.4 | .477 | ---  | .478 | 13.0 | 1.4 | 1.4 | 2.6 | 2.2 | 21.2 |
| 1986     | HOU    | 20  | 20  | 38.3 | .530 | .000 | .638 | 11.8 | 2.0 | 2.0 | 3.5 | 2.2 | 26.9 |
| 1987     | HOU    | 10  | 10  | 38.9 | .615 | .000 | .742 | 11.3 | 2.5 | 1.3 | 4.3 | 3.6 | 29.2 |
| 1988     | HOU    | 4   | 4   | 40.5 | .571 | .000 | .884 | 16.8 | 1.8 | 2.3 | 2.8 | 2.3 | 37.5 |
| 1989     | HOU    | 4   | 4   | 40.5 | .519 | ---  | .680 | 13.0 | 3.0 | 2.5 | 2.8 | 2.5 | 25.3 |
| 1990     | HOU    | 4   | 4   | 40.3 | .443 | ---  | .706 | 11.5 | 2.0 | 2.5 | 5.8 | 2.8 | 18.5 |
| 1991     | HOU    | 3   | 3   | 43.0 | .578 | .000 | .824 | 14.7 | 2.0 | 1.3 | 2.7 | 2.7 | 22.0 |
| 1993     | HOU    | 12  | 12  | 43.2 | .517 | .000 | .827 | 14.0 | 4.8 | 1.8 | 4.9 | 3.8 | 25.7 |
| 1994†    | HOU    | 23  | 23  | 43.0 | .519 | .500 | .795 | 11.0 | 4.3 | 1.7 | 4.0 | 3.6 | 28.9 |
| 1995†    | HOU    | 22  | 22  | 42.2 | .531 | .500 | .681 | 10.3 | 4.5 | 1.2 | 2.8 | 3.1 | 33.0 |
| 1996     | HOU    | 8   | 8   | 41.1 | .510 | .000 | .725 | 9.1  | 3.9 | 1.9 | 2.1 | 3.6 | 22.4 |
| 1997     | HOU    | 16  | 16  | 39.3 | .590 | .000 | .731 | 10.9 | 3.4 | 2.1 | 2.6 | 2.9 | 23.1 |
| 1998     | HOU    | 5   | 5   | 38.0 | .394 | .000 | .727 | 10.8 | 2.4 | 1.0 | 3.2 | 2.6 | 20.4 |
| 1999     | HOU    | 4   | 4   | 30.8 | .426 | ---  | .875 | 7.3  | .5  | 1.3 | .8  | 1.3 | 13.3 |
| 2002     | TOR    | 5   | 0   | 17.2 | .545 | ---  | .667 | 3.8  | .4  | 1.4 | .8  | 1.2 | 5.6  |
| 通算     | 通算   | 145 | 140 | 39.6 | .528 | .222 | .719 | 11.2 | 3.2 | 1.7 | 3.3 | 2.9 | 25.9 |

### 記録
- レギュラーシーズン通算得点：26946
- レギュラーシーズン通算リバウンド：13748
- レギュラーシーズン通算アシスト：3058
- レギュラーシーズン通算スティール：2162
- レギュラーシーズン通算ブロック：3830（歴代1位）
- クアドルプル・ダブル：1990年3月29日（史上3人目）
- ファイブ・ファイブズ：6回（歴代1位）